# Рідленд (Кентуккі)
Рідленд (англ. Reidland) — переписна місцевість (CDP) в США, в окрузі Маккракен штату Кентуккі. Населення — 4526 осіб (2020).

## Географія
Рідленд розташований за координатами 37°0′28″ пн. ш. 88°31′42″ зх. д. / 37.00778° пн. ш. 88.52833° зх. д. (37.007840, -88.528419).  За даними Бюро перепису населення США в 2010 році переписна місцевість мала площу 12,60 км², з яких 12,44 км² — суходіл та 0,17 км² — водойми.

## Демографія
Згідно з переписом 2010 року, у переписній місцевості мешкала 4491 особа в 1835 домогосподарствах у складі 1351 родини. Густота населення становила 356 осіб/км².  Було 1975 помешкань (157/км²).
Расовий склад населення:
| - 94,9 % — білих - 2,2 % — чорних або афроамериканців - 0,8 % — азіатів - 0,3 % — корінних американців |

До двох чи більше рас належало 1,4 %. Частка іспаномовних становила 1,3 % від усіх жителів.
За віковим діапазоном населення розподілялося таким чином: 22,9 % — особи молодші 18 років, 59,4 % — особи у віці 18—64 років, 17,7 % — особи у віці 65 років та старші. Медіана віку мешканця становила 43,1 року. На 100 осіб жіночої статі у переписній місцевості припадало 94,3 чоловіків;  на 100 жінок у віці від 18 років та старших — 91,7 чоловіків також старших 18 років.
Середній дохід на одне домашнє господарство  становив 73 873 долари США (медіана — 61 681), а середній дохід на одну сім'ю — 80 733 долари (медіана — 67 121). Медіана доходів становила 53 000 доларів для чоловіків та 32 075 доларів для жінок. За межею бідності перебувало 9,7 % осіб, у тому числі 12,4 % дітей у віці до 18 років та 0,0 % осіб у віці 65 років та старших.
Цивільне працевлаштоване населення становило 2097 осіб. Основні галузі зайнятості: освіта, охорона здоров'я та соціальна допомога — 30,9 %, виробництво — 14,7 %, науковці, спеціалісти, менеджери — 12,1 %, роздрібна торгівля — 10,4 %.